# Voleibol nos Jogos Pan-Americanos de 2023 - Feminino
O torneio feminino de voleibol nos Jogos Pan-Americanos de 2023 foi realizado entre 21 e 26 de outubro no Parque O'Higgins. As partidas foram realizadas no Movistar Arena (por questões comerciais, o local teve o nome trocado por Arena Parque O'Higgins durante o Pan), com capacidade para 15 mil pessoas. Oito equipes participaram do evento.

## Medalhistas
|  | DOM República Dominicana |  | BRA Brasil |  | MEX México |
|  | Cándida Arias Lisvel Elisa Eve Vielka Peralta Brenda Castillo Niverka Marte Yokaty Pérez Yonkaira Peña Bethania de la Cruz Brayelin Martínez Jineiry Martínez Gaila González Larysmer Martínez |  | Naiane Rios Carolina Leite Maiara Basso Lorena Viezel Talía Costa Aline Segato Sabrina Machado Tainara Santos Luzia Nezzo Larissa Besen Helena Wenk Laís Vasques |  | Ivone Martínez María Fernanda Rodríguez Grecia Castro María Celeste Vela Daniela Siller Jocelyn Urías Joseline Landeros Karen Rivera Ángela Muñoz Aime Topete Arleth Márquez Karina Flores |

## Qualificação
| Evento                              | Datas             | Local         | Vagas | Classificados               |
| ----------------------------------- | ----------------- | ------------- | ----- | --------------------------- |
| País-sede                           | —                 | —             | 1     | Chile                       |
| Copa Pan-Americana de 2021          | 13–19 de setembro | Santo Domingo | 1     | República Dominicana        |
| Jogos Pan-Americanos Júnior de 2021 | 1–5 de dezembro   | Cáli          | 2     | Brasil · México             |
| Torneio Classificatório da CSV      | 7–11 de agosto    | San Juan      | 2     | Argentina · Colômbia        |
| Copa Pan-Americana de 2022          | 21–28 de agosto   | Hermosillo    | 1     | Cuba                        |
| Copa Pan-Americana de 2023          | 6–13 de agosto    | Ponce         | 1     | Estados Unidos · Porto Rico |
| Total                               |                   |               | 8     |                             |

## Formato
As oito equipes foram divididas em dois grupos de quatro seleções. As equipes do mesmo grupo se enfrentaram, totalizando 3 jogos para cada time. Um país bem classificado de cada grupo, avançaram diretamente para as semifinais. As seleções que terminaram em segundo lugar nos seus respetivos grupos disputaram as quartas de final contra as terceiras colocadas; e as seleções que ficaram em quarto lugar, disputaram a fase de classificação. Nas semifinais, as primeiras colocadas enfrentaram as vencedoras das quartas de final e as equipes vencedoras disputaram a medalha de ouro e as perdedoras a medalha de bronze.

## Primeira fase
|  | Equipes classificadas à semifinais        |
|  | Equipes classificadas às quartas de final |
|  | Equipes classificadas aos playoffs        |

Todas as partidas seguem o fuso horário local (UTC-4).
Grupo A

|     |                |     | Jogos | Jogos | Jogos | Pontos | Pontos | Pontos | Sets | Sets | Sets  |
| Pos | Equipe         | Pts | T     | V     | D     | V      | P      | R      | V    | P    | R     |
| --- | -------------- | --- | ----- | ----- | ----- | ------ | ------ | ------ | ---- | ---- | ----- |
| 1   | BRA Brasil     | 9   | 3     | 3     | 0     | 225    | 158    | 1.424  | 9    | 0    | MAX   |
| 2   | ARG Argentina  | 6   | 3     | 2     | 1     | 218    | 208    | 1.048  | 6    | 4    | 1.500 |
| 3   | PUR Porto Rico | 3   | 3     | 1     | 2     | 212    | 221    | 0.959  | 4    | 6    | 0.667 |
| 4   | CUB Cuba       | 0   | 3     | 0     | 3     | 152    | 225    | 0.676  | 0    | 9    | 0,000 |

| 21 de outubro 10:30 | Brasil                      | 3 – 0 | Cuba | Arena Parque O'Higgins, Santiago Público: 8 000 |
| 21 de outubro 10:30 | (25–14, 25–16, 25–14) P2 P3 |       |      | Arena Parque O'Higgins, Santiago Público: 8 000 |

| 21 de outubro 13:30 | Porto Rico                         | 1 – 3 | Argentina | Arena Parque O'Higgins, Santiago Público: 8 000 |
| 21 de outubro 13:30 | (17–25, 18–25, 25–17, 19–25) P2 P3 |       |           | Arena Parque O'Higgins, Santiago Público: 8 000 |

| 22 de outubro 10:30 | Porto Rico                  | 3 – 0 | Cuba | Arena Parque O'Higgins, Santiago Público: 8 000 |
| 22 de outubro 10:30 | (25–20, 25–16, 25–18) P2 P3 |       |      | Arena Parque O'Higgins, Santiago Público: 8 000 |

| 22 de outubro 13:30 | Brasil                      | 3 – 0 | Argentina | Arena Parque O'Higgins, Santiago Público: 9 000 |
| 22 de outubro 13:30 | (25–13, 25–20, 25–18) P2 P3 |       |           | Arena Parque O'Higgins, Santiago Público: 9 000 |

| 23 de outubro 10:30 | Brasil                      | 3 – 0 | Porto Rico | Arena Parque O'Higgins, Santiago Público: 5 260 |
| 23 de outubro 10:30 | (25–15, 25–22, 25–21) P2 P3 |       |            | Arena Parque O'Higgins, Santiago Público: 5 260 |

| 23 de outubro 13:30 | Argentina                   | 3 – 0 | Cuba | Arena Parque O'Higgins, Santiago Público: 1 200 |
| 23 de outubro 13:30 | (25–23, 25–16, 25–15) P2 P3 |       |      | Arena Parque O'Higgins, Santiago Público: 1 200 |

|     |                          |     | Jogos | Jogos | Jogos | Pontos | Pontos | Pontos | Sets | Sets | Sets  |
| Pos | Equipe                   | Pts | T     | V     | D     | V      | P      | R      | V    | P    | R     |
| --- | ------------------------ | --- | ----- | ----- | ----- | ------ | ------ | ------ | ---- | ---- | ----- |
| 1   | DOM República Dominicana | 9   | 3     | 3     | 0     | 225    | 149    | 1.510  | 9    | 0    | MAX   |
| 2   | MEX México               | 6   | 3     | 2     | 1     | 225    | 203    | 1.108  | 6    | 4    | 1.500 |
| 3   | CHI Chile                | 3   | 3     | 1     | 2     | 205    | 231    | 0.887  | 4    | 6    | 0.667 |
| 4   | COL Colômbia             | 0   | 3     | 0     | 3     | 157    | 229    | 0.686  | 0    | 9    | 0,000 |

| 21 de outubro 17:30 | Colômbia                    | 0 – 3 | México | Arena Parque O'Higgins, Santiago Público: 8 000 |
| 21 de outubro 17:30 | (22–25, 13–25, 14–25) P2 P3 |       |        | Arena Parque O'Higgins, Santiago Público: 8 000 |

| 21 de outubro 20:30 | Chile                       | 0 – 3 | República Dominicana | Arena Parque O'Higgins, Santiago Público: 8 000 |
| 21 de outubro 20:30 | (18–25, 17–25, 11–25) P2 P3 |       |                      | Arena Parque O'Higgins, Santiago Público: 8 000 |

| 22 de outubro 17:30 | República Dominicana        | 3 – 0 | México | Arena Parque O'Higgins, Santiago Público: 12 000 |
| 22 de outubro 17:30 | (25–15, 25–17, 25–19) P2 P3 |       |        | Arena Parque O'Higgins, Santiago Público: 12 000 |

| 22 de outubro 20:30 | Chile                      | 3 – 0 | Colômbia | Arena Parque O'Higgins, Santiago Público: 12 000 |
| 22 de outubro 20:30 | (29–27, 25–23, 25–7) P2 P3 |       |          | Arena Parque O'Higgins, Santiago Público: 12 000 |

| 23 de outubro 17:30 | República Dominicana        | 3 – 0 | Colômbia | Arena Parque O'Higgins, Santiago Público: 8 000 |
| 23 de outubro 17:30 | (25–14, 25–18, 25–20) P2 P3 |       |          | Arena Parque O'Higgins, Santiago Público: 8 000 |

| 23 de outubro 20:30 | Chile                              | 1 – 3 | México | Arena Parque O'Higgins, Santiago Público: 9 000 |
| 23 de outubro 20:30 | (26–24, 21–25, 15–25, 18–25) P2 P3 |       |        | Arena Parque O'Higgins, Santiago Público: 9 000 |

## Fase de classificação
|  | Playoffs              | Playoffs |                       |   | 5º lugar | 5º lugar |
|  |                       |          |                       |   |          |          |
|  | 25 de outubro – 10:30 |          |                       |   |          |          |
|  |                       |          |                       |   |          |          |
|  | Colômbia              | 3        |                       |   |          |          |
|  | Colômbia              | 3        | 26 de outubro – 13:00 |   |          |          |
|  | Porto Rico            | 2        |                       |   |          |          |
|  | Porto Rico            | 2        | Colômbia              | 0 |          |          |
|  | 25 de outubro – 13:30 |          | Colômbia              | 0 |          |          |
|  |                       | Chile    | 3                     |   |          |          |
|  | Cuba                  | Chile    | 3                     | 0 |          |          |
|  | Cuba                  |          |                       | 0 |          |          |
|  | Chile                 | 3        |                       |   |          |          |
|  | Chile                 | 3        | 7º lugar              |   |          |          |
|  |                       |          |                       |   |          |          |
|  | 26 de outubro – 10:00 |          |                       |   |          |          |
|  |                       |          |                       |   |          |          |
|  | Porto Rico            | 3        |                       |   |          |          |
|  | Porto Rico            | 3        |                       |   |          |          |
|  | Cuba                  | 0        |                       |   |          |          |

#### Playoffs
| 25 de outubro 10:30 | Colômbia                                 | 3 – 2 | Porto Rico | Arena Parque O'Higgins, Santiago Público: 3 500 |
| 25 de outubro 10:30 | (19–25, 22–25, 25–22, 25–21, 15–8) P2 P3 |       |            | Arena Parque O'Higgins, Santiago Público: 3 500 |

| 25 de outubro 13:30 | Cuba                        | 0 – 3 | Chile | Arena Parque O'Higgins, Santiago Público: 5 000 |
| 25 de outubro 13:30 | (15–25, 26–28, 17–25) P2 P3 |       |       | Arena Parque O'Higgins, Santiago Público: 5 000 |

#### Disputa pelo sétimo lugar
| 26 de outubro 10:00 | Porto Rico                  | 3 – 0 | Cuba | Arena Parque O'Higgins, Santiago Público: 4 000 |
| 26 de outubro 10:00 | (25–23, 26–24, 25–19) P2 P3 |       |      | Arena Parque O'Higgins, Santiago Público: 4 000 |

#### Disputa pelo quinto lugar
| 26 de outubro 13:00 | Colômbia                    | 0 – 3 | Chile | Arena Parque O'Higgins, Santiago Público: 7 000 |
| 26 de outubro 13:00 | (21–25, 20–25, 17–25) P2 P3 |       |       | Arena Parque O'Higgins, Santiago Público: 7 000 |

## Fase final
|  | Quartas de final      | Quartas de final      |                       |   | Semifinais | Semifinais        |                   |  | Medalha de ouro | Medalha de ouro |
|  |                       |                       |                       |   |            |                   |                   |  |                 |                 |
|  | 24 de outubro – 13:30 |                       |                       |   |            |                   |                   |  |                 |                 |
|  |                       |                       |                       |   |            |                   |                   |  |                 |                 |
|  | Argentina             | 3                     |                       |   |            |                   |                   |  |                 |                 |
|  | Argentina             | 3                     | 25 de outubro – 17:30 |   |            |                   |                   |  |                 |                 |
|  | Chile                 | 2                     |                       |   |            |                   |                   |  |                 |                 |
|  | Chile                 | 2                     | República Dominicana  | 3 |            |                   |                   |  |                 |                 |
|  |                       |                       | República Dominicana  | 3 |            |                   |                   |  |                 |                 |
|  |                       |                       | Argentina             | 1 |            |                   |                   |  |                 |                 |
|  |                       |                       | Argentina             | 1 |            |                   |                   |  |                 |                 |
|  |                       |                       | 26 de outubro – 20:00 |   |            |                   |                   |  |                 |                 |
|  |                       |                       |                       |   |            |                   |                   |  |                 |                 |
|  | República Dominicana  | 3                     |                       |   |            |                   |                   |  |                 |                 |
|  | República Dominicana  | 3                     | 24 de outubro – 10:30 |   |            |                   |                   |  |                 |                 |
|  |                       | Brasil                | 0                     |   |            |                   |                   |  |                 |                 |
|  | México                | Brasil                | 0                     | 3 |            |                   |                   |  |                 |                 |
|  | México                | 25 de outubro – 20:30 |                       | 3 |            |                   |                   |  |                 |                 |
|  | Porto Rico            | 0                     |                       |   |            |                   |                   |  |                 |                 |
|  | Porto Rico            | 0                     | Brasil                | 3 |            |                   |                   |  |                 |                 |
|  |                       |                       | Brasil                | 3 |            |                   |                   |  |                 |                 |
|  |                       |                       | México                | 2 |            | Medalha de bronze | Medalha de bronze |  |                 |                 |
|  |                       |                       | México                | 2 |            | Medalha de bronze | Medalha de bronze |  |                 |                 |
|  |                       |                       | 26 de outubro – 17:00 |   |            |                   |                   |  |                 |                 |
|  |                       |                       |                       |   |            |                   |                   |  |                 |                 |
|  | Argentina             | 2                     |                       |   |            |                   |                   |  |                 |                 |
|  | Argentina             | 2                     |                       |   |            |                   |                   |  |                 |                 |
|  | México                | 3                     |                       |   |            |                   |                   |  |                 |                 |
|  | México                | 3                     |                       |   |            |                   |                   |  |                 |                 |

#### Quartas de final
| 24 de outubro 10:30 | México                      | 3 – 0 | Porto Rico | Arena Parque O'Higgins, Santiago Público: 3 412 |
| 24 de outubro 10:30 | (25–17, 25–17, 25–14) P2 P3 |       |            | Arena Parque O'Higgins, Santiago Público: 3 412 |

| 24 de outubro 13:30 | Argentina                               | 3 – 2 | Chile | Arena Parque O'Higgins, Santiago Público: 6 000 |
| 24 de outubro 13:30 | (25–19, 25–9, 21–25, 23–25, 15–7) P2 P3 |       |       | Arena Parque O'Higgins, Santiago Público: 6 000 |

#### Semifinais
| 25 de outubro 17:30 | República Dominicana               | 3 – 1 | Argentina | Arena Parque O'Higgins, Santiago Público: 9 500 |
| 25 de outubro 17:30 | (16–25, 25–19, 25–20, 25–17) P2 P3 |       |           | Arena Parque O'Higgins, Santiago Público: 9 500 |

| 25 de outubro 20:30 | Brasil                                    | 3 – 2 | México | Arena Parque O'Higgins, Santiago Público: 5 500 |
| 25 de outubro 20:30 | (25–17, 22–25, 27–25, 22–25, 15–13) P2 P3 |       |        | Arena Parque O'Higgins, Santiago Público: 5 500 |

#### Disputa pelo bronze
| 26 de outubro 17:00 | Argentina                                 | 2 – 3 | México | Arena Parque O'Higgins, Santiago Público: 14 500 |
| 26 de outubro 17:00 | (25–22, 23–25, 25–22, 18–25, 13–15) P2 P3 |       |        | Arena Parque O'Higgins, Santiago Público: 14 500 |

#### Disputa pelo ouro
| 26 de outubro 20:00 | República Dominicana        | 3 – 0 | Brasil | Arena Parque O'Higgins, Santiago Público: 15 000 |
| 26 de outubro 20:00 | (26–24, 25–16, 25–19) P2 P3 |       |        | Arena Parque O'Higgins, Santiago Público: 15 000 |

## Classificação final
| Pos.              | Equipe               | Campanha | Campanha |
| Pos.              | Equipe               | V        | D        |
| ----------------- | -------------------- | -------- | -------- |
| Medalha de ouro   | República Dominicana | 5        | 0        |
| Medalha de prata  | Brasil               | 4        | 1        |
| Medalha de bronze | México               | 4        | 2        |
| 4                 | Argentina            | 3        | 3        |
| 5                 | Chile                | 3        | 3        |
| 6                 | Colômbia             | 1        | 4        |
| 7                 | Porto Rico           | 2        | 4        |
| 8                 | Cuba                 | 0        | 5        |

## Premiações individuais
Os destaques individuais da competição foram:
| - Most Valuable Player Niverka Marte - Melhor oposta Sabrina Machado - Melhores ponteiras Brayelin Martínez Yonkaira Peña | - Melhor levantadora Ivone Martínez - Melhores centrais Neira Ortiz Lorena Viezel - Melhor líbero Camila Gómez |